# رباعي أشكال

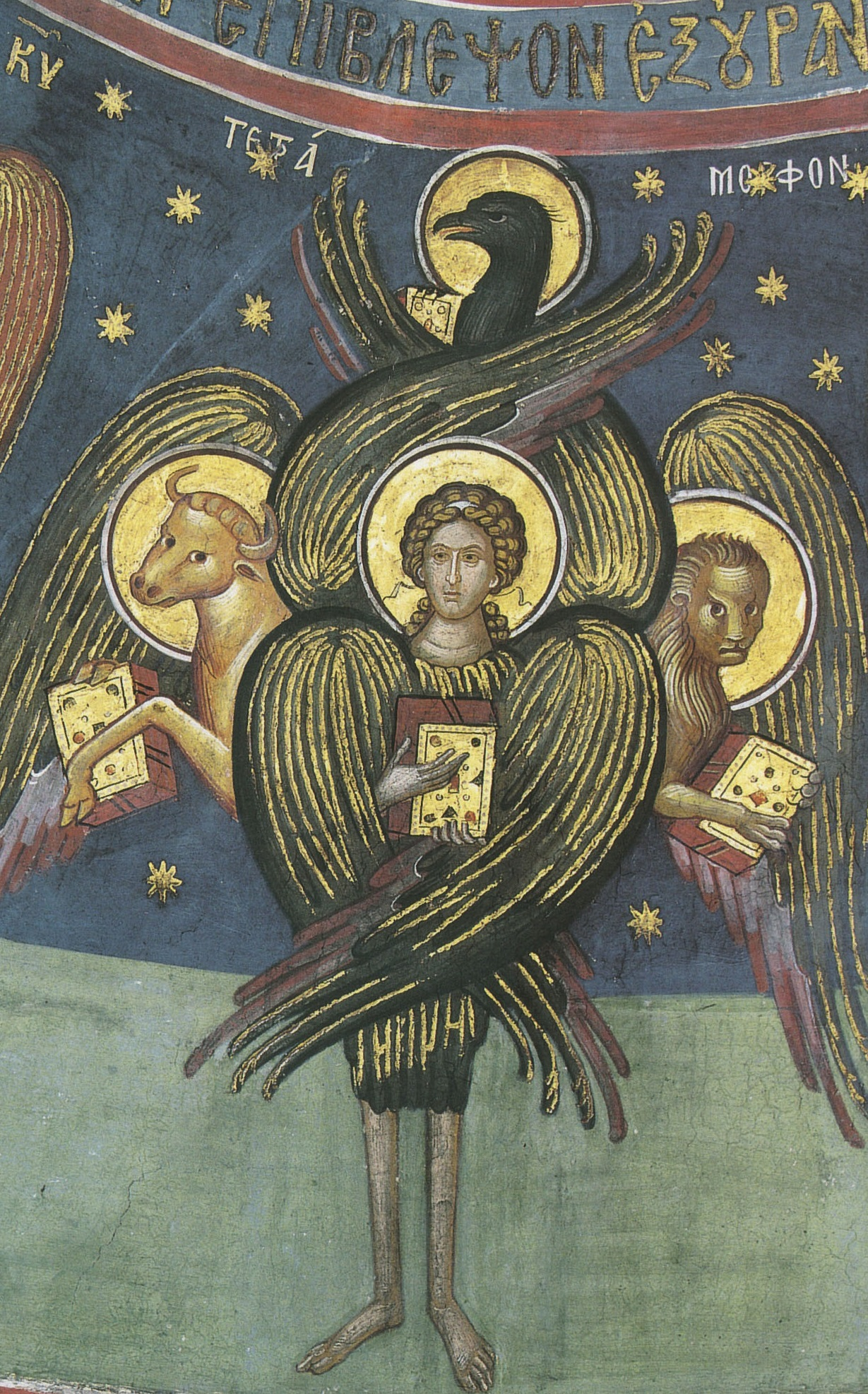
تركيب أيقوني يجمع المخلوقات الحية الإنجيلية الأربعة في رباعي أشكال واحد. متّى على هيئة الإنسان ومرقس على هيئة الأسد ولوقا على هيئة الثور ويوحنا على هيئة العقاب.

رباعي الأشكال (بالإنجليزية: Tetramorph)‏ هو ترتيب رمزي لأربعة عناصر مختلفة، أو تركيبة من أربعة عناصر متباينة في وحدة واحدة. يُشتق هذا المصطلح من كلمة tetra اليونانية، وتعني أربعة، وmorph التي تعني شكل.
تُبين الأدلة الأثرية الموجودة أن الإنسان البدائي قسّم الأرباع الأربعة من الأفق، أو الفضاء، مكان التضحية لاحقًا، مثل المعبد، ونسب الخصائص والصفات الروحية لكل ربع. وكبديل عن ذلك، نُحتت العناصر المركبة في أشكال مخلوقات أسطورية مثل السفنكسات المصرية والإغريقية والبابلية القديمة التي تصور أجسامًا تشبه جسم ثور بأجنحة طيور، ومخالب أسد ووجه إنسان. عُثر على هذه المخلوقات المركبة في العديد من الأساطير.
يعتبر رباعي الأشكال في الفن المسيحي اتحادًا لرموز الإنجيليين الأربعة، المستمدة من الكائنات الحية الأربعة في سفر حزقيال، في شخصية واحدة أو، بشكل أكثر شيوعًا، مجموعة من أربعة شخصيات. يرتبط كل من الإنجيليين الأربعة مع أحد المخلوقات الحية التي تظهر عادةً بأجنحة. ويعتبر الارتباط الأكثر شيوعًا، ولكن ليس الأصلي أو الوحيد، هو: متى يُقابل الإنسان، مرقس يُقابل الأسد، لوقا يُقابل الثور ويوحنا يُقابل النسر. غالبًا تقترن البورتريهات الإنجيلية برباعيات الأشكال في الفن والأيقونات المسيحية، أو تستخدم الرموز وحدها لتمثيلها. تقترن البورتريهات الإنجيلية التي تصورهم بأشكالهم البشرية غالبًا بمخلوقاتهم الرمزية، ويظهر المسيح في الجلالة محاطًا بالرموز الأربعة غالبًا.
تأتي الكلمة من الكلمة اليونانية التي تعني «أربعة عناصر» أو «أشكال». في الاستخدام الإنجليزي، يمكن وصف كل رمز بأنه رباعي الشكل (tetramorph) في المفرد، وتوصف المجموعة برباعيات الأشكال «tetramorphs»، ولكن فقط في السياقات التي تُضمن الأشكال الأربعة عادةً. كانت رباعيات الأشكال شائعة خصوصًا في فن العصور الوسطى المبكرة، في كتب الأناجيل المزحرفة في المقام الأول، لكنها ما تزال شائعة في الفن الديني حتى يومنا هذا.

## الأصول
كان المصريون القدماء والآشوريون واليونانيون أول من استخدم صور اتحادات العناصر المختلفة في رمز واحد. صوّر تمثال السفنكس، الذي وجد في مصر وبابل، جسد أسد ورأس إنسان، بينما أظهرت الهَاربيز في الأساطير اليونانية نساء بشريات تشبه الطيور.

### كائنات حزقيال الحية
عاش النبي حزقيال بين اليهود الذين نُفوا إلى بابل في القرن السادس قبل الميلاد. تذكرنا المخلوقات في رؤياه، التي تستمد منها صور رباعي الأشكال، بالفن الآشوري القديم.
نشأت الحيوانات المرتبطة برباعي الأشكال المسيحي في الرموز البابلية لعلامات البروج الأربعة الثابتة: الثور الذي يمثل برج الثور؛ الأسد الذي يمثل برج الأسد؛ النسر الذي يمثل برج العقرب؛ الرجل أو الملاك الذي يمثل برج الدلو. ترتبط الرموز الأربعة في علم التنجيم الغربي، بعناصر الأرض والنار والماء والهواء على التوالي. كانت مخلوقات رباعي الأشكال المسيحي شائعة أيضًا في الأساطير المصرية واليونانية والآشورية. اعتمد المسيحيون الأوائل هذه الرمزية وكيّفوها للإنجيليين الأربعة كرباعي أشكال، الذي ظهر لأول مرة في الفن المسيحي في القرن الخامس، لكن يرجع أصلها التفسري لإيرينيئوس من القرن الثاني.

تظهر عناصر رباعي الأشكال المسيحي في رؤية حزقيال أولًا، الذي يصف المخلوقات الأربعة كما تظهر له في الرؤية:
أما شبه وجوهها فوجه إنسان ووجه أسد لليمين لأربعتها، ووجه ثور من الشمال لأربعتها، ووجه نسر لأربعتها؛ (حزقيال 1:10).
ووصفت لاحقًا في سفر الرؤيا: «والحيوان الأول شبه أسد، والحيوان الثاني شبه عجل، والحيوان الثالث له وجه مثل وجه إنسان، والحيوان الرابع شبه نسر طائر».

## رباعي الأشكال في الفن

### التمثيل والرمزية
تظهر مخلوقات رباعي الأشكال، عندما تُمثل في أشكالها الحيوانية، كأشكال مجنحة غالبًا. تمثل الأجنحة، باعتبارها رمزًا قديمًا للألوهية، ألوهية الإنجيليين، والطبيعة الإلهية للمسيح، والفضائل المطلوبة للخلاص المسيحي. فيما يتعلق بتصوير القديس مرقس خصوصًا، فإن استخدام الأجنحة يميزه عن صور القديس جيروم، الذي يرتبط أيضًا بصورة أسد.
مُثل الجسد البشري المثالي للمسيح في الأصل كرجل مُجنح، وكُيّف لاحقًا للقديس متى ليرمز إلى إنسانية المسيح. يشير الرجل المجنح في سياق رباعيات الأشكال، إلى إنسانية المسيح وبصيرته، بالإضافة إلى رواية متى لتجسد المسيح. يُمثل أسد القديس مرقس الشجاعة والقيامة والملكية، بالتوافق مع سمة المسيح كملك في إنجيل مرقس. ويفسر على أنه أسد سبط يهوذا كإشارة إلى نسب المسيح الملكي. يُعتبرالثور، أو فحل، رمز مسيحي قديم للخلاص والحياة من خلال التضحية، ويدل على سجلات لوقا للسيد المسيح ككاهن وتضحيته النهائية من أجل مستقبل البشرية. يمثل النسر السماء والجنة والروح البشرية، وهو ما يوازي الطبيعة الإلهية للسيد المسيح.

## معرض الصور

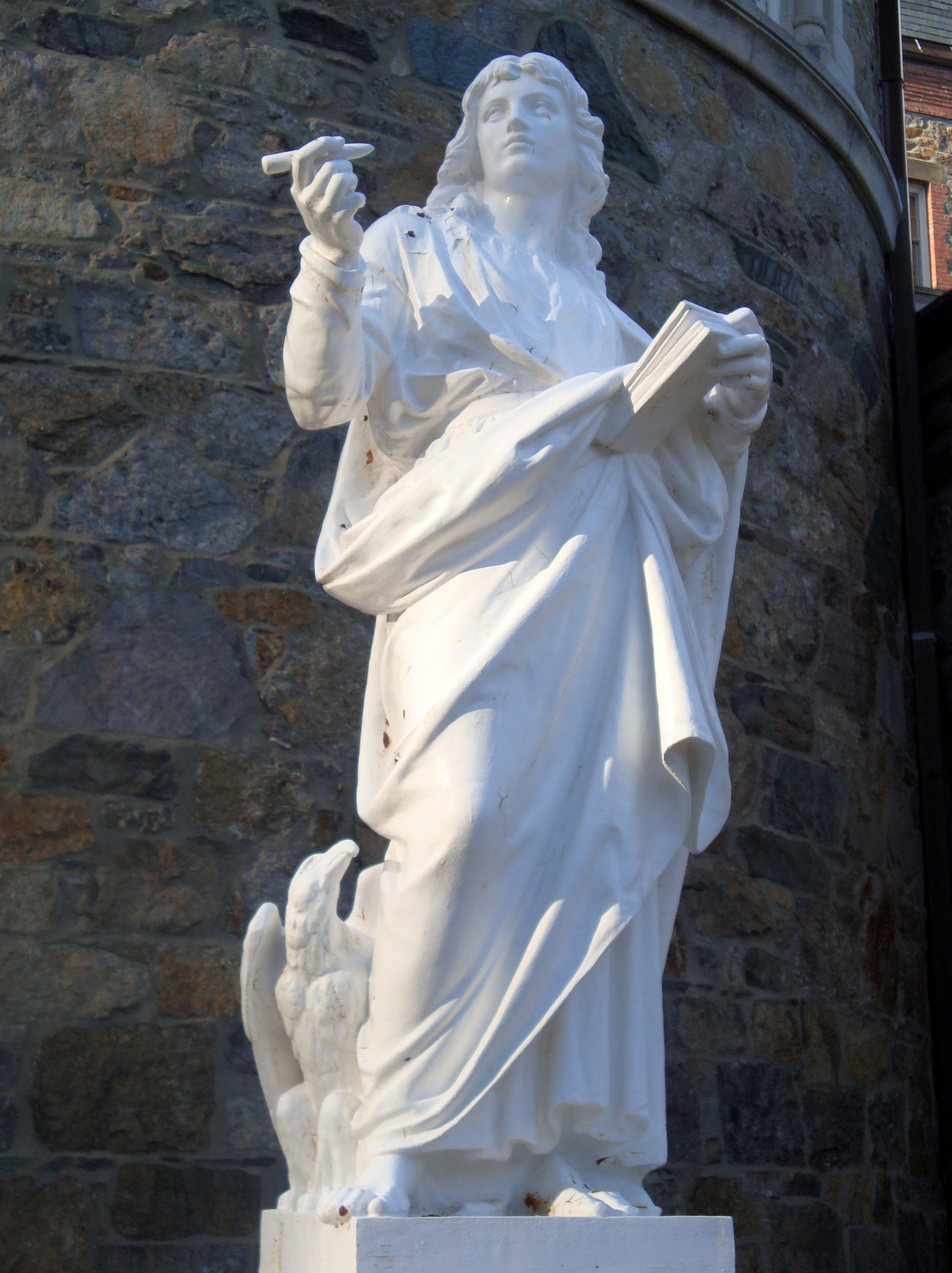
تمثال القديس يوحنا خارج في بوسطن الذي يعود إلى نحو عام 1884
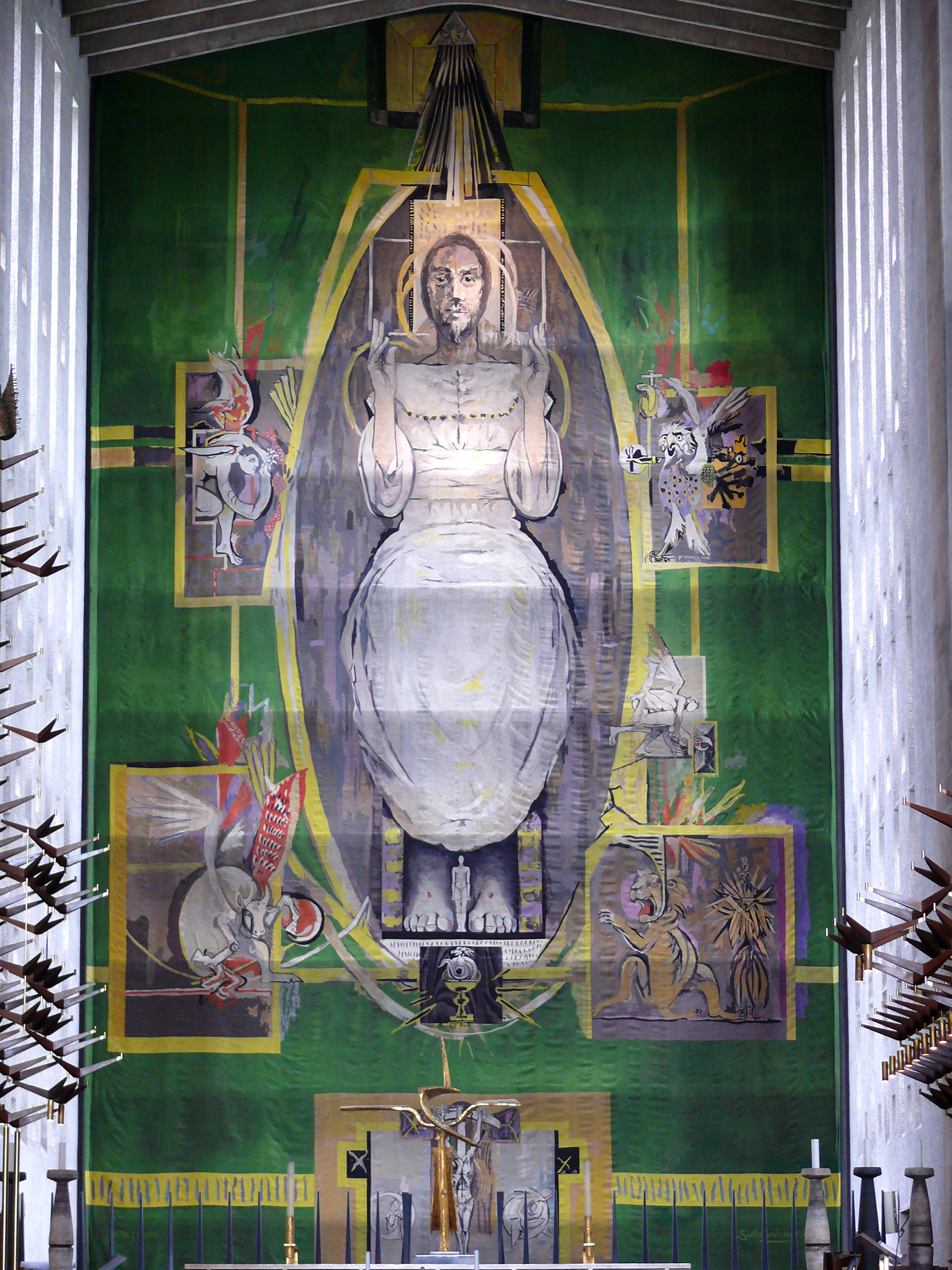
أيقونة «المسيح ماجدًا رباعيًّا» في كاتدرائية كوفنتري